# 62-й резервный корпус (вермахт)
62-й резервный корпус (нем. LXII. Reservekorps), сформирован 15 сентября 1942 года, 5 августа 1944 года переименован в 62-й армейский корпус.

## Боевой путь корпуса
С октября 1942 по декабрь 1943 — дислоцировался на западной Украине (в районе Дубно).
С января 1944 года — дислоцировался в южной Франции (в районе Марселя).

## Состав корпуса
В апреле 1944:
- 148-я резервная дивизия
- 242-я пехотная дивизия

## Командующий корпусом
- генерал пехоты Фердинанд Нойлинг